# Nordliicht TV
Nordliicht TV ist ein regionaler Fernsehsender in Luxemburg, der von Irène Pissinger-Engelmann und Johny Pissinger 1996 ins Leben gerufen wurde. Die erste Sendung wurde am 23. April 1997 ausgestrahlt. Nordliicht TV berichtet hauptsächlich über den Norden Luxemburgs und ist über Kabel und Satellit empfangbar.
Nordliicht TV ist politisch neutral. Der regionale Fernsehsender wird durch Sponsoren finanziert und von sämtlichen Nordgemeinden unterstützt.
Ziel von Nordliicht TV ist es, den Norden Luxemburgs, eine Gegend, die nur knapp 70.000 Einwohner zählt, durch Beiträge sowohl auf kultureller, traditioneller als auch politischer Ebene zu beleben und ihm die Medienpräsenz zu geben.